# Egzaltolid
Egzaltolid (lakton kwasu 15-hydroksypentadekanowego) – makrocykliczny związek zapachowy, stosowany w produkcji perfum do utrwalania i harmonizowania zapachu. Ma zapach przypominający piżmo (z nutą ambry), dzięki czemu może być zamiennikiem tych naturalnych substancji zapachowych pochodzenia zwierzęcego, zawierających podobne związki wielkopierścieniowe (np. muskon, cyweton, ambretolid).
Egzaltolid otrzymuje się:

Orientacyjne porównanie struktur cząsteczek egzaltolidu, muskonu, cywetu i testosteronu

- z olejku eterycznego, pozyskiwanego metodą destylacji z parą wodną z korzenia arcydzięgla (dzięgla litworu)[4]
- metodami syntezy organicznej[5].

Olejek arcydzięglowy zawiera poza egzaltolidem wiele innych związków, na przykład α-D-felandren, α-pinen, ostenol, angelicynę, kwas metyloetylooctowy, diacetyl, furfural. Egzaltolid jest uważany za składnik najbardziej wartościowy, ze względu na zapach piżma.
Synteza egzaltolidu może być prowadzona:
- przez utlenianie kwasem Caro odpowiedniego cyklicznego ketonu (egzaltonu)
- metodą wewnątrzcząsteczkowej estryfikacji odpowiedniego hydroksykwasu
- metodą polimeryzacji hydroksykwasu w temperaturze 180 °C i przeestrowania otrzymanego polimeru w temperaturze 270 °C w obecności katalizatorów (metoda Carothersa, wydajność ok. 70%).